# 機動戦士Ζガンダム エゥーゴvs.ティターンズDX
- 機動戦士ガンダム vs.シリーズ > 機動戦士Ζガンダム エゥーゴvs.ティターンズDX
- 機動戦士Ζガンダム > 機動戦士Ζガンダム エゥーゴvs.ティターンズDX

『機動戦士Ζガンダム エゥーゴvs.ティターンズDX』は、2004年8月にバンプレストが発売した、アニメ『機動戦士Ζガンダム』の世界観によるゲームで、開発はカプコンが担当した。前作にあたる『機動戦士Ζガンダム エゥーゴvs.ティターンズ』に数々の新要素が追加され、ゲームバランスも調整された。略称はΖDXやエウティタDXなど。データ部はDVD-ROMで販売され、システム基板は前作と同一の物となっている。
本作は2004年8月13日に1次出荷が行われ、9月7日に2次出荷が行われた。なおロケテストは2004年5月頃から大阪府京橋にあるゲームセンターを皮切りに大阪・東京を中心に複数のゲームセンターで7月頃まで断続的に行われていた。
家庭用ゲーム機への移植としては、2004年12月9日に『機動戦士ガンダム ガンダムvs.Ζガンダム』のタイトルでPlayStation 2版とニンテンドー ゲームキューブ版が発売された。機種によって多人数対戦の方式が異なる（PS2版は通信対戦、GC版は画面4分割）ほか、アニメ版ストーリーのifを体験できる「宇宙世紀モード」や、『機動戦士ガンダムΖΖ』から主役機『ΖΖガンダム』が参戦するなどの追加要素あり。

## 主な変更点
基本的なゲームシステムについては、『機動戦士Ζガンダム エゥーゴvs.ティターンズ』および、シリーズの雛型となった『機動戦士ガンダム 連邦vs.ジオン』を継承しているので、くわしくは当該記事を参照の事。代表的な新要素として覚醒システムの追加、新ステージ・新しいモビルスーツの追加などがあげられる。

### 覚醒
覚醒とは前作におけるハイパーコンビネーションに代わり導入されたものである。これは敵から攻撃を受けたりする事によって増加する覚醒ゲージを溜める事によって、一定時間特殊なアドバンテージを得ることができる。この特殊なアドバンテージは強襲・機動・復活の3種類が存在し、ステージ開始時にプレイヤーが任意に選択する事ができる。なお3種のアドバンテージの内、強襲と機動は覚醒ゲージさえたまっていればスタートボタンを2回連打する事によって、任意に発動ができる（2人で協力プレイをしている際は、相方も同時にスタートボタンを2回連打する必要がある）が、復活については覚醒ゲージが溜まっている時に自機が破壊された時のみ発動し、任意で発動する事はできない。各個の動作特性については下記を参照。
強襲
発動すると一定時間攻撃力がアップし、敵の攻撃を受けてもよろけやダウンがないスーパーアーマー状態となる。また攻撃モーションも若干だが早くなり、強襲発動中にしか決められない連携もある。ただし、攻撃を食らうと耐久値は通常通り減少する。アドバンテージが得られる時間は短いが、攻撃を当てると若干有効期間が延長される。前作のハイパーコンビネーションに近い仕様。
強襲発動中は連続被弾時のダメージ補正がかからず、自分が連続的な攻撃を受けると通常よりも大きなダメージを受けるので注意が必要。
機動
発動すると一定時間自機と味方機の機動力が飛躍的に向上する。ただし強襲と異なり、攻撃を受けた場合は通常通りよろけやダウンが発生する。なお強襲よりも比較的長時間アドバンテージが得られる。
復活
任意に発動することはできず、自機が撃破された際に自動で発動する。発動すると、撃破されたことにはならずに自機の耐久力が25%回復し、その場に復帰すると同時に一定時間防御力が向上する。ただしペナルティとして機体の一部が破損し、行動に制約がかかる。破損部位は機種によって異なり、変形が不可能になったり、一部の武装が使用不能となったりする。破損した機体で2度目に復活するとさらに別の部位が破損し、2段階目ではじめて目に見える制限が発生する機体もある。3回目以降は新たな破損は発生しない。宙域と地上ステージでは壊れ方が違う場合（例：百式は地上では腕を失うが、宙域では足を失う）もある。

### ステージの追加
DXでは数種類の新ステージが追加され、さらにシステム設定画面に特定のパスワードを入力する事により、さらに新規ステージが登場する。また機動戦士ガンダム 連邦vs.ジオンや家庭用版で登場したステージも登場するようになる。
CPU戦の最終ステージクリアまでに特定の条件を満たすと、最終ステージの次にEXステージという特殊なステージを遊ぶことが出来る。強力な敵が次々と出てくるため通常のステージと比べ難易度は高い。

### その他の新要素・変更点
※モビルスーツ各個の新要素・変更点については登場モビルスーツの項を参照。
浮遊
一部のモビルスーツに浮遊という特殊機動が追加された。
旧機体の強化
連邦vs.ジオンに登場した機体（いわゆる旧機体）の多くは、前作に比べ攻撃力や搭載弾数が向上した。
対戦バランスに影響する一部バグや仕様を修正
変形可能機体で「変形解除→空中ビーム→硬直を着地でキャンセルしビーム」とすると通常の「空中ビーム→硬直を着地でキャンセル→ビーム」より遥かに速く2連射でき入力も簡単になる(バグ、前作の家庭用移植版ではできない)、などの対戦で強力なバグが削除。他の「着地で空中攻撃の硬直を軽減」はほとんど残っており、削除された強力な硬直軽減は「変形解除」を利用するもののみ(ただし着地硬直軽減の性能は機体によって調整が加えられている)。

## 登場モビルスーツ
既存機体については前作からの変更点と「復活」発動による影響の一部（この他、遠距離砲撃が不可能になったり、可変モビルスーツは変形不可能になるなどの制約がある）のみを記す。基本仕様については『機動戦士Ζガンダム エゥーゴvs.ティターンズ』や『機動戦士ガンダム 連邦vs.ジオン』のモビルスーツの項を参照のこと。

### エゥーゴ
MSZ-006 Ζガンダム
ハイパーメガランチャーのリロード速度が低下し、発射の際の隙も増加した。前作では壊れなかった（すなわち耐久力無限の）シールドが、ある程度の攻撃を受けることによって壊れるようになった。「復活」発動後のほか、盾が破損しても変形できなくなる。ビームライフル装備時は、2回目の「復活」発動でサブ射撃が使用不可能となる。
MSN-00100 百式
一部の格闘攻撃が変更されている。宇宙戦のうち宙域戦闘で「復活」を2回発動すると、原作最終カットのように両脚部をもがれた状態になる。
RMS-099 リック・ディアス（赤 / 新型）
メイン射撃のひとつであるクレイ・バズーカの追尾性能が下方修正された。
RMS-099 リック・ディアス（黒 / 旧型）
前作では赤リック・ディアスと同じだったコストが225に下げられた。
MSA-003 ネモ
「復活」発動時に左腕ごと盾を失う。このため空中ダッシュ格闘のシールドタックルができなくなる。2回目の発動時にはサブ射撃も失う。
MSA-005 メタス
家庭用に比べ耐久値が下げられた。また、「復活」発動でサブ射撃が使用不可能になり、メイン射撃も単発となるが、1発で敵がよろけるようになる。
MSK-008 ディジェ
RX-178+FXA-05D スーパーガンダム
メイン射撃のロングビームライフルが建物を貫通しなくなり、リロード速度も遅くなった。「復活」が発動するごとにサブ射撃の発射数が減少する（2→1→0）。
FXA-05D Gディフェンサー
CPU戦で敵機体として登場。

### ティターンズ
RMS-106 ハイザック
「復活」発動でシールドが失われる。
RMS-106CS ハイザック・カスタム
PMX-000 メッサーラ
副兵装であるミサイルの軌道が変化した。また、2回目の「復活」発動でメイン射撃が単発となる。
RX-110 ガブスレイ
「復活」が発動すると格闘攻撃が弱体化する。ビームライフルの性能が大幅に上方修正。前作(AC版)の弱点であった射出までの時間が他の強力な高機動機体(シャア専用ゲルググなど)と同じに(家庭用機動戦士Ζガンダム エゥーゴvsティターンズ同様の調整)なり使い易さ、性能供に大幅強化。
RX-139 ハンブラビ
コストが295に落とされコスト300や295の機体と組みやすくなった(前作はコスト300で、現実的にコスト310の機体にコスト面で優位性が皆無だったため)。また強力なコスト300の機体が追加されたため事実上の上方修正。2回目の「復活」発動でサブ射撃が使用不可能になる。
NRX-044 アッシマー
ビームライフルの攻撃力が低下した。2回目の「復活」発動で格闘攻撃が弱体化する。
ORX-005 ギャプラン
サブ射撃の攻撃力が減少した。また、「復活」発動後はサブ射撃も単発となる他、2回目の発動では格闘攻撃の威力も低下する（二刀流でなくなるため）。
PMX-003 ジ・O
2回目の「復活」発動で射撃武器を失う。格闘性能がやや弱体化(スピード、ホーミング面)
MRX-009 サイコガンダム
MS形態では特殊格闘操作でガードを行った際に同時にIフィールドを展開するようになった（ガードしていないときでも防御力は高くダメージは他の機体に比べて小さい）。「復活」が発動しても制限事項はない（変形も可能）。
MRX-010 サイコガンダムMk-II
新機体。メイン射撃は拡散ビーム砲、周囲にリフレクタービットが多数浮遊しておりサブ射撃はこれを利用してビームを反射し攻撃（双方とも変形中も使用可能）。格闘攻撃はビームサーベルやロケットパンチ（変形中は拡散ビーム砲を撃つ）。「復活」が発動しても一切の制限を受けない（変形も可能）。MS状態でのIフィールドは特殊格闘で展開。
RMS-108 マラサイ
2回目の「復活」発動で格闘攻撃が全てタックルに統一される。
RMS-117 ガルバルディβ
2回目の「復活」発動で盾を失いシールドミサイルが使えなくなる。
NRX-055 バウンド・ドック
「復活」発動でサブ射撃を失う。
PMX-002 ボリノーク・サマーン
新機体。メイン射撃はビーム砲、サブ射撃はグレネードランチャー。格闘武器はビームトマホークだが、「復活」発動後は右腕の格納部で殴る。敵機が所有する武器の弾数がロックオンサーチの部分に自動で表示される。コスト225。
RMS-154 バーザム
新機体。メイン射撃はため撃ち可能なビームライフル、サブ射撃はバルカン砲。格闘武器はビームサーベル。「復活」発動ごとにサブ射撃→メイン射撃と失っていく。コストは200。
RX-160 バイアラン
新機体。兵装は射撃用のビーム砲と格闘用のビームサーベルのみ。サブ射撃の操作でビームサーベルを前方に構えて突進する。コストは250。
PMX-001 パラス・アテネ
新機体。メイン射撃はビーム砲、サブ射撃を拡散ビーム砲・シールドミサイル・大型ミサイルから選べる。格闘攻撃はビームサーベル。コストは300。
「復活」発動時の効果はサブ射撃により異なる。
- 拡散ビーム砲の場合、通常は両サイドから計2発撃つがこれが1発だけになる。
- シールドミサイルの場合サブ射撃が使用不可能になる（強制的に盾を失う）。

### アクシズ・ジオン公国
AMX-004 キュベレイ
AMX-003 ガザC
新機体。メイン射撃はナックルバスター（右胸ブロックと一体化したビームライフル）、サブ射撃は背部ビーム砲。格闘武器はビームサーベル。変形のためには一度中間形態を取る必要があり、変形中（中間・MA問わず）はサブ射撃が同時に2発撃つ仕様となり格闘攻撃も変化する。なお、「復活」発動で中間形態への変形も不可能になる。コスト195。
MS-05 ザクI
格闘の攻撃力が強化され、サブ射撃であるクラッカーの弾数が増加した。「復活」発動時に左腕を失い、クラッカーが使用不能となる。
MS-06 ザクII
「復活」発動時に左腕を失い、サブ射撃としてミサイルポッドを装備していない場合クラッカーが使用不能となる。
MS-06S シャア専用ザクII
「復活」発動時に左腕を失い、サブ射撃であるクラッカーが使用不能となる。
MS-07 グフ
「復活」発動後はメイン射撃が使用不可能。
MSM-07 ズゴック
「復活」発動時に腕を1つずつ失う。格闘攻撃に影響が出るほか、2回目でメイン射撃が使用不能になる。
MSM-07S シャア専用ズゴック
「復活」発動時に腕を1つずつ失う。格闘攻撃に影響が出るほか、2回目でメイン射撃が使用不能になる。
YMS-15 ギャン
「復活」発動時に盾を失い、射撃武器が2つとも使用不能になる。
MS-14 ゲルググ
MS-14S シャア専用ゲルググ
MSM-03 ゴッグ
「復活」発動で腕を失い、格闘攻撃が変化する。2回目で両腕を失い、通常格闘も特殊格闘と同じ頭突き攻撃になる。
MSM-10 ゾック
「復活」発動で片腕を失い、格闘攻撃がパワーダウンするが、2回目でもう一方を失うことはない。
MSM-04 アッガイ
メイン射撃である頭部バルカン砲の弾数が増加、また全般的にダメージが向上した。復活したときは右腕を失い、一部格闘攻撃の威力がダウンする。さらに2回目では左腕も失い、通常格闘攻撃が頭突きに変わり、またサブ射撃攻撃もできなくなる。
MSN-02 ジオング
「復活」発動時に腕を1つずつ失い、メイン射撃&サブ射撃の同時使用可能数が減少する（2→1→0）。2回発動しても格闘攻撃に設定されている頭部のビーム砲は使用可能。なお2回発動しても胴体はそのまま残っている（後述するガンダムと違い、『機動戦士ガンダム』最終話のように頭だけにはならない）。

### 地球連邦軍
RX-78 ガンダム
「復活」発動時、1回目で左腕を失うため、シールドを失う上に本来シールドなし状態で使える二刀流も使用不可能になる。2回目で頭部も失い（ちなみに2回発動した後の姿は『機動戦士ガンダム』最終話と同じ）サブ射撃も使用不可能になる。
RX-77 ガンキャノン
RX-75 ガンタンク
「復活」発動時に腕を1つずつ失い、サブ射撃が単発（4連射）→使用不能となる。
RGM-79 ジム
「復活」発動後はサブ射撃が使用不能。2回目ではシールドも失う。
RX-79[G] 陸戦型ガンダム
2回目の「復活」で左腕を失い盾を失うほか、マシンガンの場合はリロードも不可能になる。
RGM-79[G] 陸戦型ジム
2回目の「復活」で左腕を失い盾を失うほか、マシンガンの場合はリロードも不可能になる。
RB-79 ボール
「復活」をしても何も破損しない(2回目で遠距離砲撃が不可能になるだけ)。

### エゥーゴ・ティターンズ共通
RGM-79R ジムII
「復活」発動でサブ射撃が、2回目ではシールドも使用不可能になる。
RX-178 ガンダムMk-II
「復活」発動で左腕を失いメイン射撃のリロードができなくなる。2回目の発動でサブ射撃も失う。

## 登場パイロット
本作では、『機動戦士Ζガンダム エゥーゴvs.ティターンズ』に登場したパイロットに加え、『機動戦士ガンダム 連邦vs.ジオン DX』に登場したパイロットも使用することができる。連邦軍のパイロットを使用するにはエゥーゴを、ジオン公国軍のパイロットを使用するにはティターンズを選択する必要がある。
また、以下のパイロットが追加された。
- エゥーゴ
  - アポリー
  - ロベルト
- ティターンズ
  - ラムサス
  - ダンゲル